# Söderbloms Gjuteri & Mekaniska Verkstad

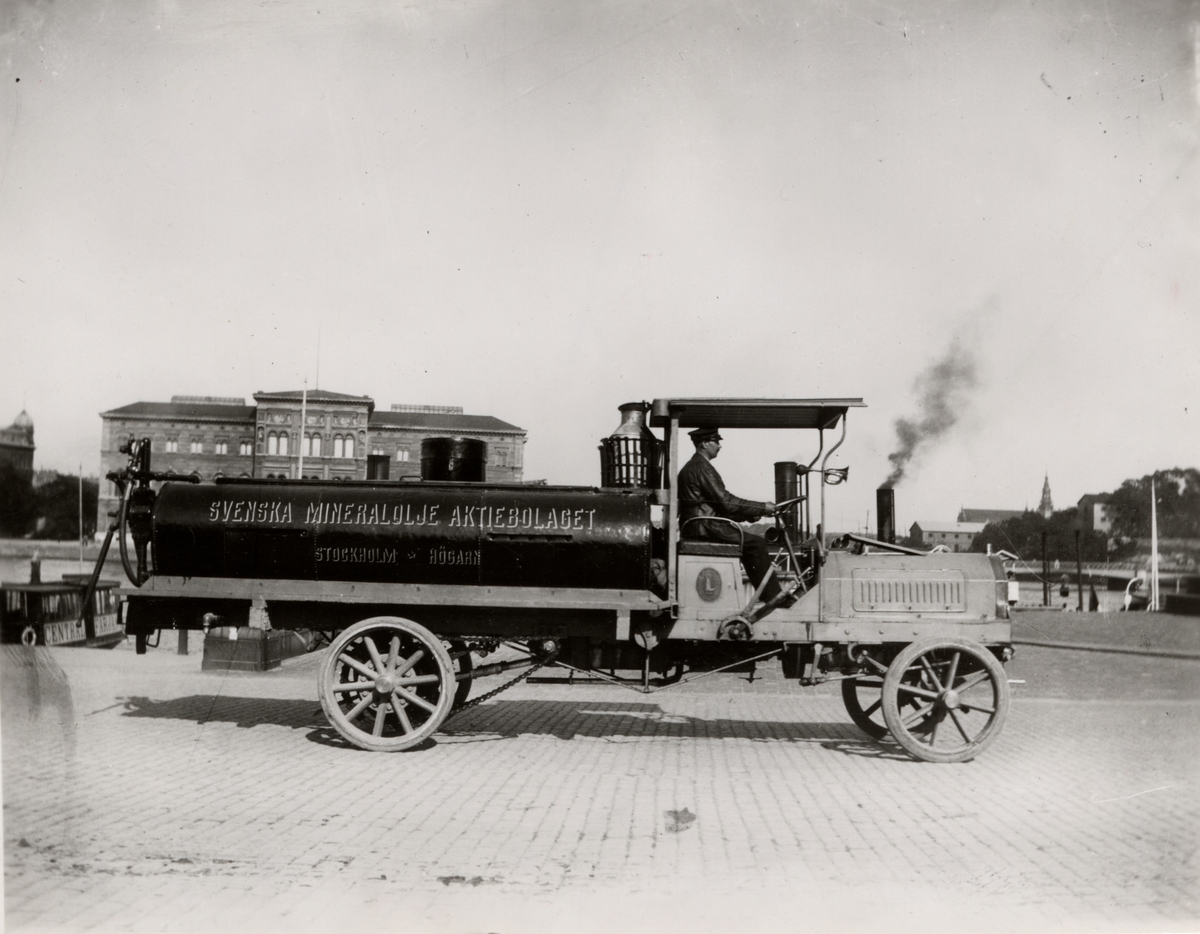
Lastwagen von Söderblom

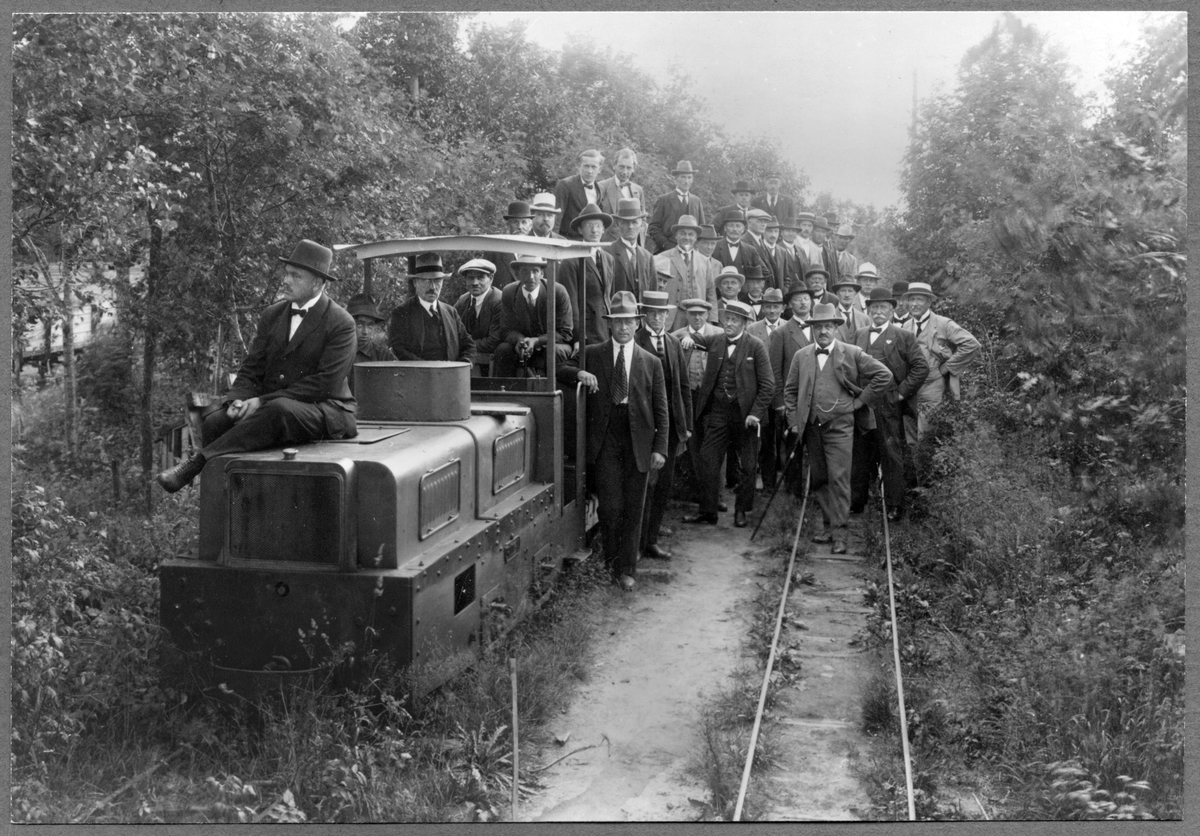
Motorlokomotive von Söderblom

Söderbloms Gjuteri & Mekaniska Verkstad war ein schwedischer Hersteller von Lastkraftwagen, Automobilen, Mofas, Lokomotiven und Außenbordmotoren in Eskilstuna.

## Unternehmensgeschichte
Die Firma wurde 1877 von Knut Söderblom gegründet. Sie stellte Dreschmaschinen, Molkereimaschinen, Dampfmaschinen, Dampfkessel, Lokomotiven, Zisternen, Mühlen und Sägewerke, Pumpen, Wasser- und Heizungsrohre, Ziegelpressen, Getriebe, Werkzeugmaschinen, Herde und Öfen sowie Guss- und Schmiedeteile für die Landwirtschaft, das Bauwesen und die Industrie her.
1884 beschäftigte Söderblom 50 Arbeiter, 1891 waren es bereits 90. Zwischen 1908 und 1910 hatte die Firma zwischen 150 und 200 Angestellte.

### Lastkraftwagen
Das Unternehmen begann 1901 mit der Produktion von Lastkraftwagen. Der Markenname lautete Söderblom. Auf Kundenwunsch entstanden auch Personenwagen. Fahrzeuge wurde nach Argentinien und Russland exportiert. Etwa 1909 endete die Produktion.

### Personenwagen
Die zwei als gesichert angesehenen gebauten Personenwagen wurden von einem wassergekühlten Zweizylindermotor mit 10 PS Leistung angetrieben. Die Kraftübertragung erfolgte über ein Reibradgetriebe und Kettenantrieb.
Den Plan hatte der Designer Bruno Büchner 1903 für sein eigenes Auto aus Deutschland mitgebracht. Es wurde 1905 auf der Autoausstellung in Stockholm als „Söderblomare“ vorgestellt, hatte eine ein Tonne schwere Karosserie und war ein 4- bis 6-Sitzer mit einer Tür im hinteren Bereich für die Fahrgäste.
Der zweite Personenwagen wurde laut dem Autohistoriker John Nerén von Johannes Peterzén in Linköping bestellt. Er hatte drei Vorwärtsgänge und einem Rückwärtsgang. Es existieren Bilder, auf denen zu sehen ist, dass der hintere Teil der Karosserie entfernt wurde, sodass es ein Zweisitzer wurde.

### Lokomotiven

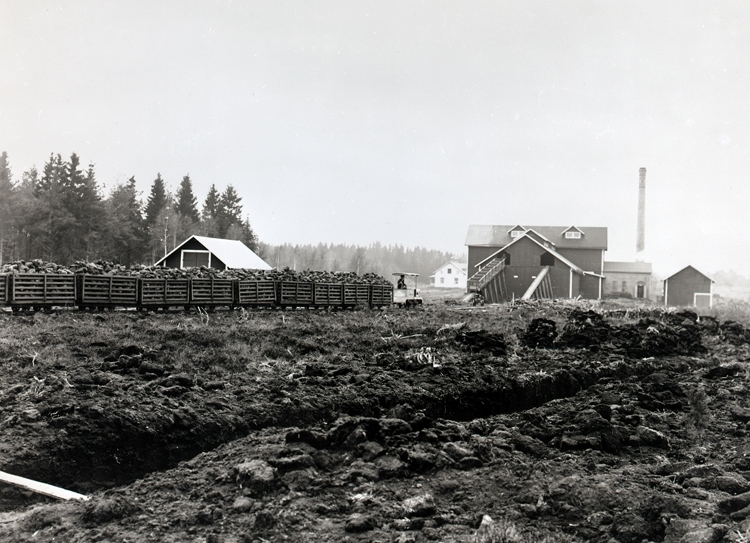
Torfzug in Ryholms torvfabrik mit Lokomotive von Söderbloms

1906 begannen die Planungen für die Produktion von Diesellokomotiven. Die gebauten Lokomotiven waren Schmalspur-Industrielokomotiven in zwei verschiedenen Ausführungen.
Eine Variante war leichter als zwei Tonnen und hatte einen offenen Bedienstand, einen wassergekühlten Kerosin- oder Benzinmotor mit 8 bis 12 PS. Die Lokomotive mit einem 12-PS-Motor konnte zehn Wagen ziehen, jeder mit einer Tonne Ladung bei 10 km/h. Die erste Lokomotive wurde 1907 an die Bjarkögrube nach Norwegen geliefert, 20 Meilen nördlich von Narvik. Der Preis der Lokomotive betrug 7000 Schwedische Kronen. Die letzte Lokomotive wurde 1917 gebaut, als auch die letzte Werbebroschüre gedruckt wurde. Es wird angenommen, dass mehr als 30 Exemplare gebaut wurden, vermutlich jedoch mehr. Sie wurden ab Werk geliefert in Industrie-, Mühlen- und Torfunternehmen eingesetzt. Die meisten Lokomotiven hatten eine Spurweite von 600 mm, einige jedoch auch 643 mm, 770 mm und 780 mm. Viele Lokomotive wurden später umgebaut, erhielten ein überdachtes Führerhaus und neue Motoren.
Die andere Variante wog etwa 3 bis 4 Tonnen, hatte den gleichen Motor, aber mit 12 bis 24 PS. Einige davon wurden in den 1930er Jahren mit Holzgasantrieb ausgerüstet.
Die 1908 an die Ryholms torvfabrik gelieferte Zwei-Tonnen-Lokomotive wurde bis 1960 eingesetzt. Zwei Lokomotiven sind erhalten geblieben. Eine davon war in relativ gutem Originalzustand, allerdings mit Austauschmotor, bei Röde Mosse in Axvall eingesetzt und dem Fabrikmuseum in Eskilstuna übergeben. Die andere, jedoch stark umgebaute Lokomotive, befindet sich Rubens Maskinhistoriska samlingar in Götene.

### AußenbordmotorSvalan
Der Außenbordmotor Svalan ist einer der ersten Außenbordmotoren Schwedens, er wurde ab 1914 hergestellt und ab 1916 bei Söderbloms gefertigt. Der Zweitaktmotor mit einem Zylinder erreichte 2,5 PS.